# プレイド (企業)
株式会社プレイド（英文社名：PLAID, Inc.）は、東京都中央区銀座に本社を置く日本のSaaS企業。

## 概要
プレイドは2011年に創業された会社。企業活動に必要な顧客データをリアルタイムに収集して解析できるSaaSを提供し、マーケティングなど顧客接点におけるデータ利活用を促進する事業を展開、2019年にはGoogleから出資を受けた。2020年に東京証券取引所マザーズに上場し、同年のマザーズでの株式公開では最大規模となった。

## 沿革
- 2011年 東京都渋谷区に株式会社プレイドを設立[7]。
- 2013年 Shopping Tribeをサービス開始[7]。
- 2015年 KARTEの提供を開始。東京都品川区に本社を移転[7]。
- 2018年 東京都中央区に本社を移転[7]。
- 2020年 東京証券取引所マザーズに上場[7]

## グループ企業
- 株式会社RightTouch
- 株式会社エモーションテック
- アジト株式会社
- 株式会社CODATUM